# Kodaira Yoshio
Kodaira Yoshio (jap. 小平 義雄; * 28. Januar 1905 in der Präfektur Tochigi; † 5. Oktober 1949 in der Präfektur Miyagi) war ein japanischer Serienmörder.

## Leben

### Kindheit und Jugend
Kodaira Yoshio wuchs in einem Elternhaus auf, in dem der Vater immer wieder in alkoholisiertem Zustand nach Hause kam und seinen Sohn regelmäßig verprügelte. Bereits als Kind zeigte Kodaira seine aggressiven Tendenzen durch wiederholte Prügeleien mit seinen Mitschülern. Durch sein Handicap – er fiel durch Stottern auf – fand er nur wenige Freunde. Selbst seine Schulnoten litten darunter, er beendete als einer der Schlechtesten seines Jahrgangs die Pflichtschule. Als junger Mann begann Kodaira seine Lehre bei einer Metall verarbeitenden Fabrik in der Hauptstadt Tokio, brach diese jedoch rasch ab und wechselte daher in den kommenden Jahren mehrmals seine Lehrstelle als Fabrikarbeiter.
Im Jahr 1923 trat er in die Kaiserlich Japanische Marine ein. Als junger Marinesoldat kam Kodaira überall in der Welt herum, darunter nach Europa und Australien, wurde aber auch in den Krieg Japans gegen China entsandt. Im Jahr 1928 war er Soldat im so genannten Jinan-Zwischenfall.

### Mordserie
Kodaira Yoshio trat im Jahr 1932 aus der Marine aus und heiratete im selben Jahr die Tochter eines Priesters der Shintō. Da sein Schwiegervater mit der Ehe seiner Tochter nicht einverstanden war, kam es oft zum Streit mit Kodaira, der eines Tages aus Wut mit einer Eisenstange seinen Schwiegervater tötete, und in seinem Amoklauf sechs weitere Familienmitglieder schwer verletzte. Kodaira Yoshio wurde zu einer Freiheitsstrafe von 15 Jahren in einem Zwangsarbeitslager verurteilt; doch bereits 1940, nach knapp acht Jahren, im Zug einer groß angelegten General-Amnestie begnadigt und freigelassen. Kodaira fand danach Arbeit als Werftarbeiter im Hafen von Tokio. Da viele Männer als Soldaten im Krieg kämpften waren seine Mitarbeiter überwiegend Frauen. Auf sie hatte es Kodaira abgesehen, da er begann, ihnen nachzustellen.
Sein erstes Opfer fand er am 25. Mai 1945 in der 19 Jahre alten Miyazaki Mitsuko (宮崎 光子), die er vergewaltigte und, nachdem er sie erwürgt hatte, die Leiche hinter einem Luftschutzbunker versteckte. Die Polizei hatte in einer Zeit, in der Japan von US-amerikanischen Bombern jederzeit angegriffen hätte werden können und ringsherum Chaos herrschte, anderes zu tun, als sich um eine Frauenleiche zu kümmern. Dies begünstigte Kodairas Vorgehen, als er am 22. Juni die 30-jährige Ishii Yori (石井 ヨリ) ermordete. Opfer Nummer drei wurde am 12. Juli die 32 Jahre alte Nakamura Mitsuko (中村 光子). Drei Tage später, am 15. Juli ermordete er die 22-jährige Kondō Kazuko (紺藤 和子), der am 28. September die 21-jährige Matsushita Yoshie (松下 ヨシ江) in den Tod folgte. Die erst 17 Jahre alte Shinokawa Tatsue starb am 31. Oktober und am 30. Dezember Baba Hiroko (馬場 寛子), eine 19 Jahre alte Frau.
In der ersten Hälfte des Jahres 1946 pausierte Kodaira, bis er am 30. Juni sein nachweislich jüngstes Opfer, die 15 Jahre alte Abe Yoshiko, ermordete. Nach dem Tod von Yoshiko ermordete er zwei weitere Frauen, deren Identitäten jedoch der Öffentlichkeit nicht bekannt wurden.

### Verhaftung und Tod
Nachdem Kodaira bislang Frauen aus dem Hinterhalt angegriffen hatte, änderte er seine Taktik. Er lud Frauen und junge Mädchen auf der Straße und auf öffentlichen Plätzen ein, sie beim Einkaufen zu begleiten, oder bot ihnen an, Lebensmittel auf dem in Tokio florierenden Schwarzmarkt zu besorgen.
So lernte er am 10. Juli 1946 die 17-jährige Midorikawa Ryūko (緑川 柳子) kennen. Obwohl Kodaira bereits 41 Jahre alt war, hatten die beiden bald eine freundschaftliche innige Beziehung. Selbst ihren Eltern stellte Ryūko ihren Freund vor. Dabei beging Kodaira seinen größten Fehler, als er sich den beiden mit seinem richtigen Namen vorstellte. Nach über einem Monat verschwand Midorikawa Ryūko am Abend des 6. Augusts 1946 spurlos. Erst Tage nach ihrem Verschwinden wurde ihre Leiche in der Nähe des Zōjō-ji in Minato entdeckt; unmittelbar daneben die sterblichen Überreste von Shinokawa Tatsue, die bereits acht Monate zuvor ermordet worden war. Da Ryukos Eltern sich an den Namen des Freundes ihrer Tochter erinnern konnten, hatte die Polizei ein leichtes Spiel, und nahm Kodaira am 20. August 1946 fest.
Seine Taten beschrieb er wie folgt:

„Vier oder fünf meiner Kameraden und ich drangen in ein chinesisches Haus ein, fesselten den Vater und sperrten ihn in den Wandschrank ein. Wir stahlen ihre Schmucksachen und vergewaltigten die Frauen. Wir schlitzten auch eine schwangere Frau mit dem Bajonett auf, und zogen den Fötus aus dem Bauch. Auch ich beteiligte mich an solchen verdorbenen Aktionen.“

Dieser legte bald darauf Geständnisse in zahlreichen Mordfällen ab. Auch gestand er eine Serie von Vergewaltigungen an Frauen – seine Schätzung ergab 30 Opfer – die den Angriff jedoch überlebt hatten. Nach über einem Jahr wurde am 18. Juni 1947 der Prozess gegen ihn eröffnet. Am 20. August 1947 wurde er zum Tode verurteilt. Die Hinrichtung „durch den Strang“ fand wiederum zwei Jahre später, am 5. Oktober 1949 im Bezirksgefängnis von Miyagi statt.

## Nachwirkung
Der japanische Schriftsteller und Kritiker Edogawa Rampo meinte über die Hinrichtung von Kodaira Yoshio:

„Das ist passiert, weil alle von uns – die Kriminellen, die Opfer und die Gesellschaft als Ganzes – dieselbe Schuld tragen. Überdies hat die Atmosphäre der sozialen Vernachlässigung, herbeigeführt durch Japans Niederlage, die Bestie in solchen Individuen hervorgebracht, im besonderen in Männern, die aus der Schlacht zurückgekehrt sind.“

Der Autor David Peace schrieb 2007 den Roman Tokio im Jahr Null (OT: Tokyo Year Zero), in dem er einen Serienmörder im Tokio der Nachkriegszeit wüten lässt. Der Roman basiert auf der Geschichte um Kodaira Yoshio.
Eine Episode des Films Meiji, Taishō, Shōwa: Ryōki Onna Hanzaishi von Teruo Ishii befasst sich mit Kodaira Yoshio.